# روبي هارت فيليبس
روبي هارت فيليبس (بالإنجليزية: Ruby Hart Phillips)‏ هي صحفية أمريكية، ولدت في 12 ديسمبر 1898، وتوفيت في 28 أكتوبر 1985.